# Palladianizm
Palladianizm – styl w architekturze inspirowany twórczością Andrei Palladia. Budowle wzniesione przez tego architekta i jego naśladowców cechują: konsekwencja układów konstrukcyjnych, umiarkowanie w dekoracji, stosowanie wielkiego porządku obejmującego całą wysokość budynku. Palladio był zwolennikiem funkcjonalności, klasycznego monumentalizmu. Jego dzieła nawiązują do porządków antycznych. W latach późniejszych palladianizm rozwinął się w krajach protestanckich, zwłaszcza w Holandii i Anglii, gdzie był postrzegany jako styl przeciwstawny barokowi, uznawanemu za styl papiestwa. Palladianizm był swoistą interpretacją architektury klasycznej (grecko-rzymskiej) i wyróżniał się ograniczoną dekoracją w porównaniu z bogatymi formami architektury barokowej. Jednocześnie zwracano uwagę przy projektowaniu na harmonię proporcji i symetrię planu.
W Anglii prace Andrea Palladia były znane od czasu podróży do Włoch w 1601 i 1613-1614 odbytych przez Inigo Jonesa. Styl ten wkrótce zaczęto stosować przede wszystkim w reprezentacyjnych siedzibach bogatej szlachty. Jeszcze większą popularność wenecki klasycyzm palladiański zdobył po wydaniu w 1709 roku w Oksfordzie dzieła Palladia Quattro Libri dell'Architettura, które wywarło duży wpływ na klasycyzm angielski. Przykładami architektury palladiańskiej są: Chiswick House lorda Burlingtona, wzorowany na Villa Rotonda, a także Woburn Abbey, Wilton House, Holkham hall, Russborough House i Queen’s House w Greenwich.
Palladiański typ pałacowy był popularny w Polsce pod koniec XVIII wieku i uważany jest za charakterystyczny dla architektury klasycyzmu polskiego, jest częsty na Kresach Wschodnich I Rzeczypospolitej (np. kościół w zespole zamkowym w Podhorcach). Palladianizm był też obecny w pracach działających w Polsce architektów Dominika Merliniego, Szymona Zuga i Stanisława Zawadzkiego.
Do popularności rezydencji typu palladiańskiego przyczyniły się względy reprezentacyjne i funkcjonalność rozwiązań.

## Galeria

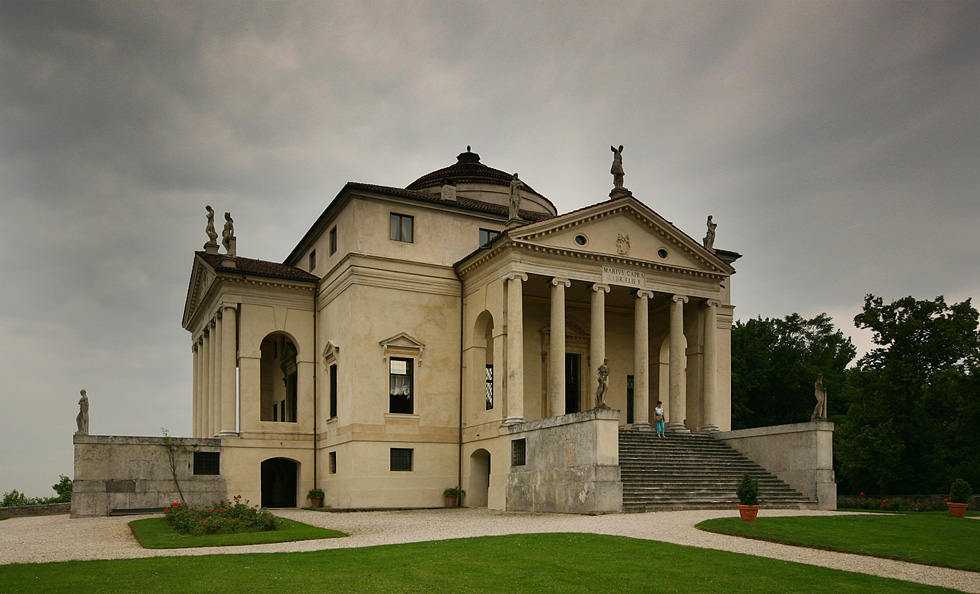
Villa Rotonda w Vicenzy (1582)
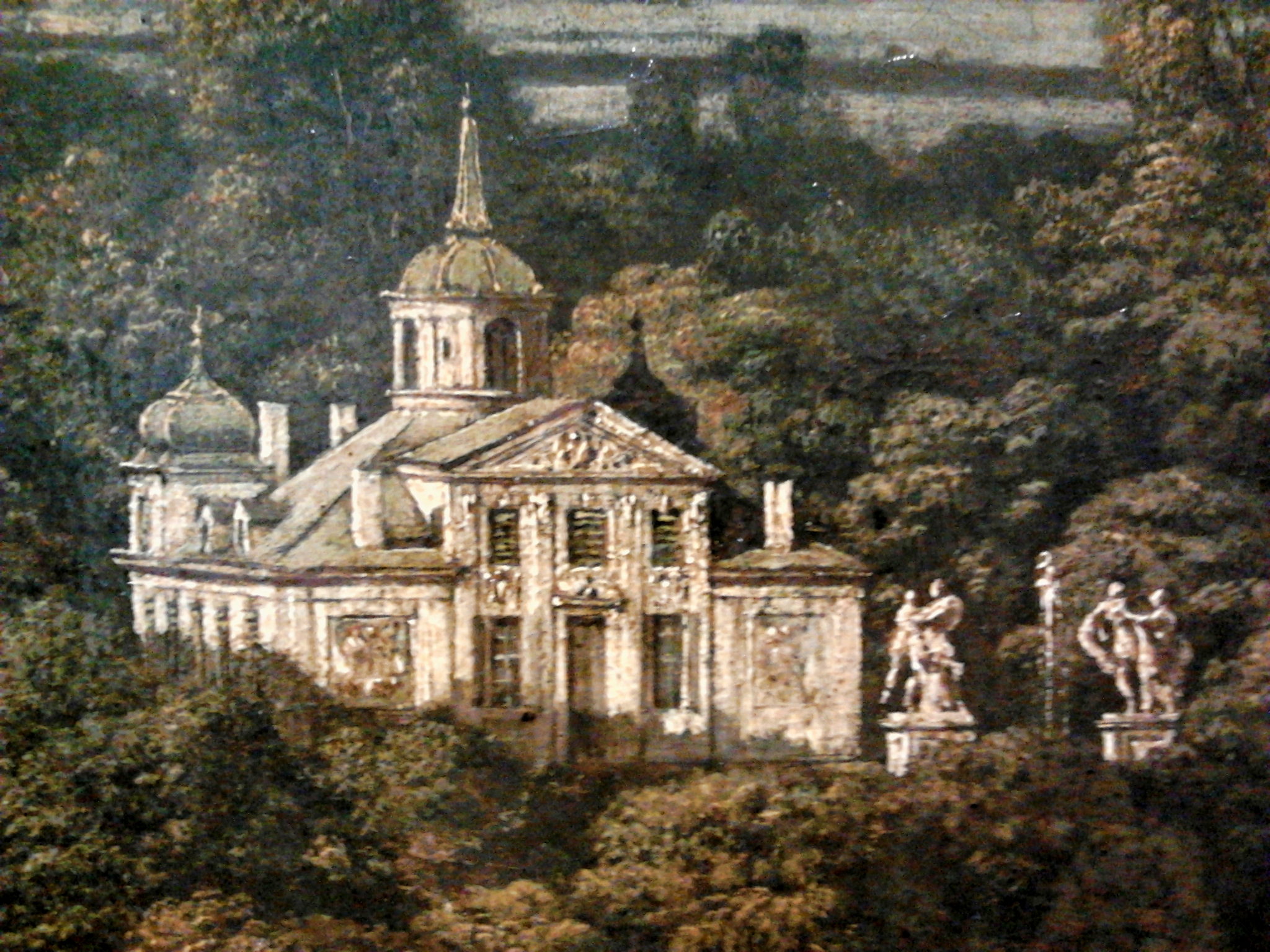
Łazienka koło Ujazdowa z lat 1676−1683, proj. Tylman van Gameren
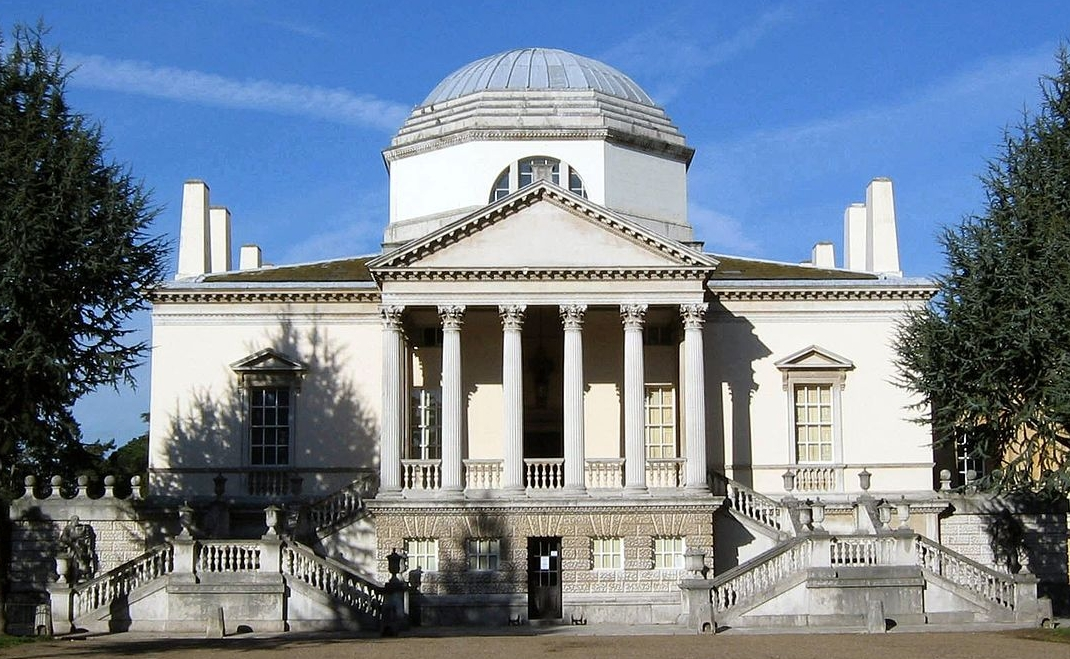
Chiswick House (1729)
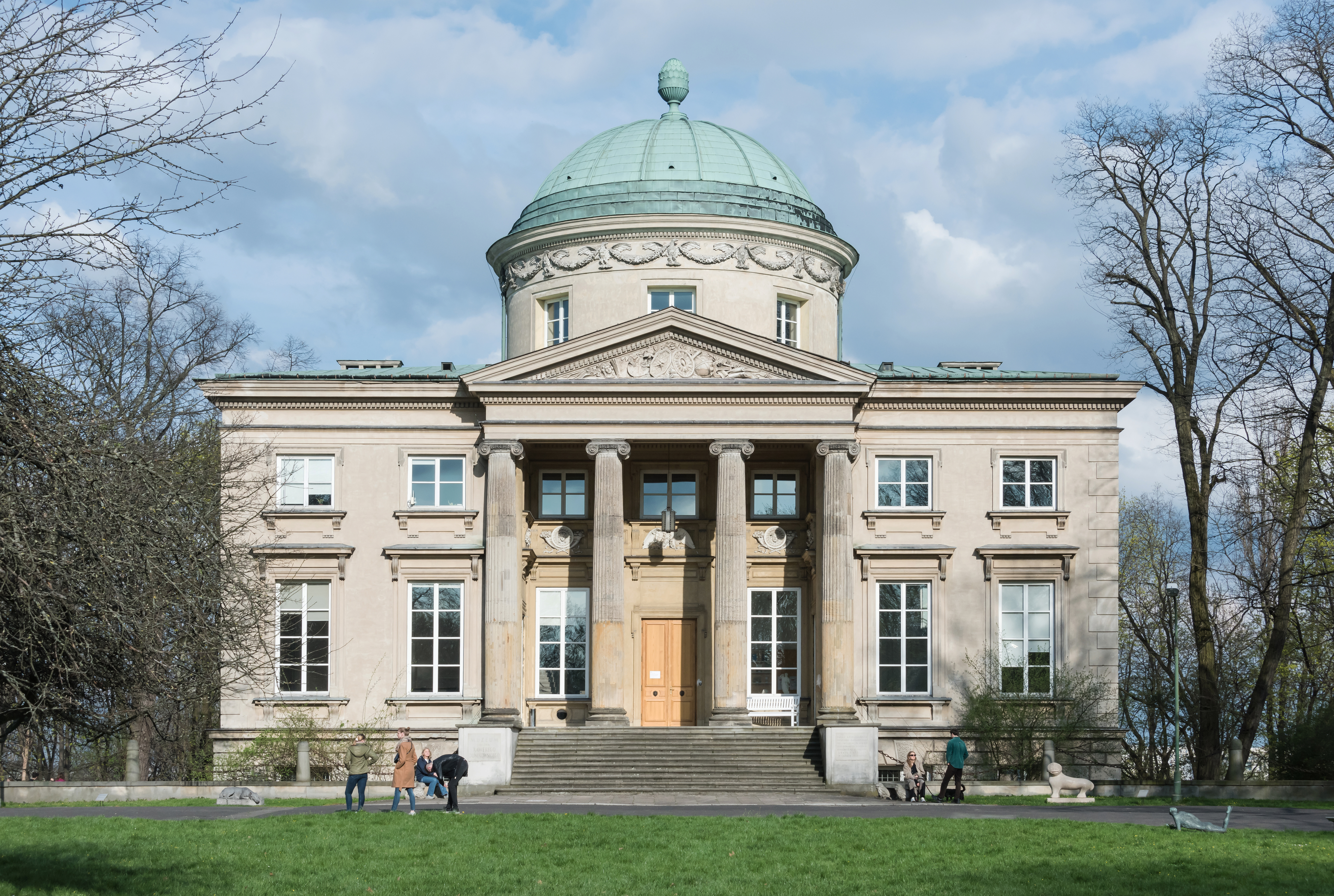
Królikarnia w Warszawie 1782)
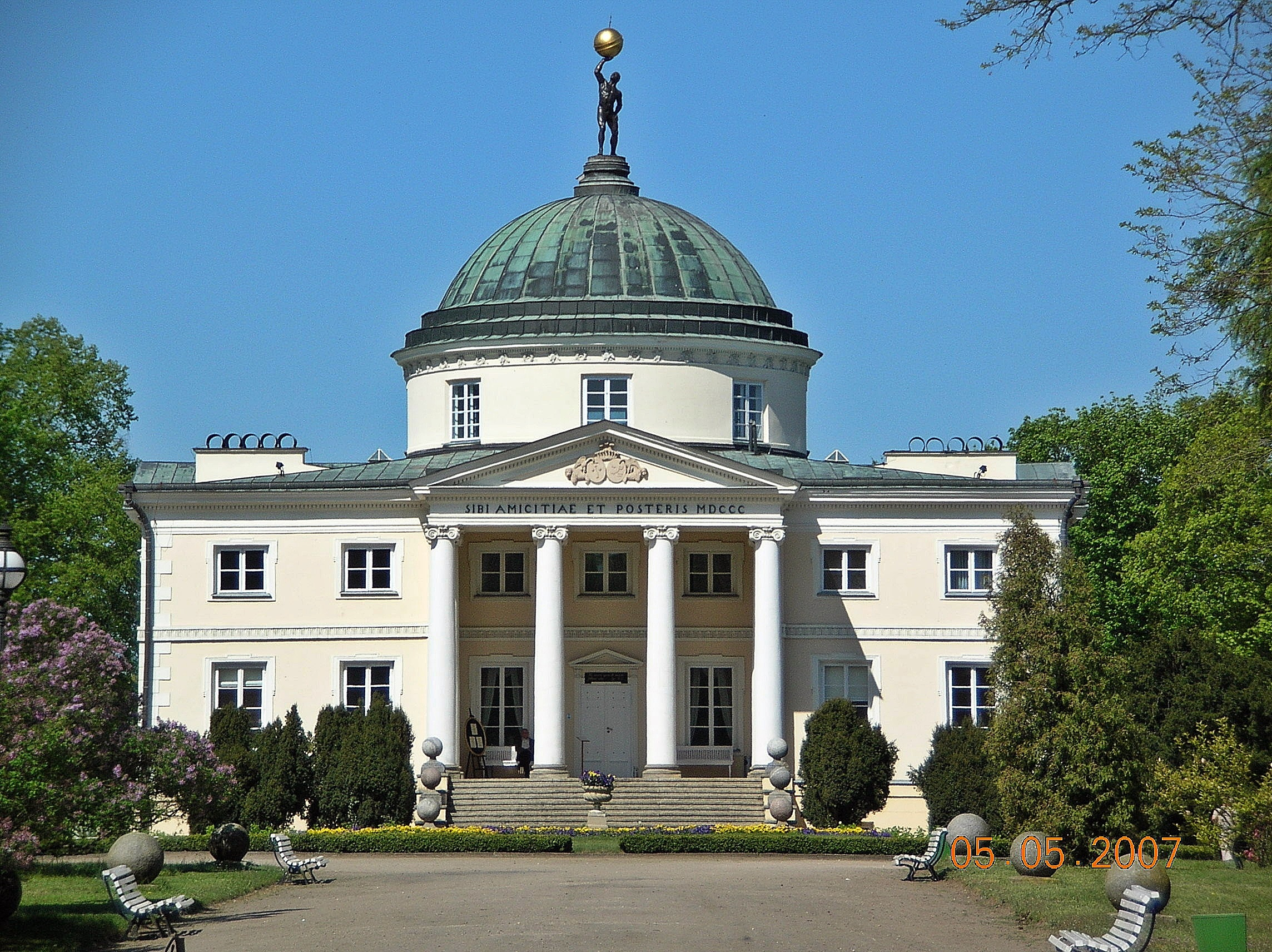
Pałac w Lubostroniu (1795)
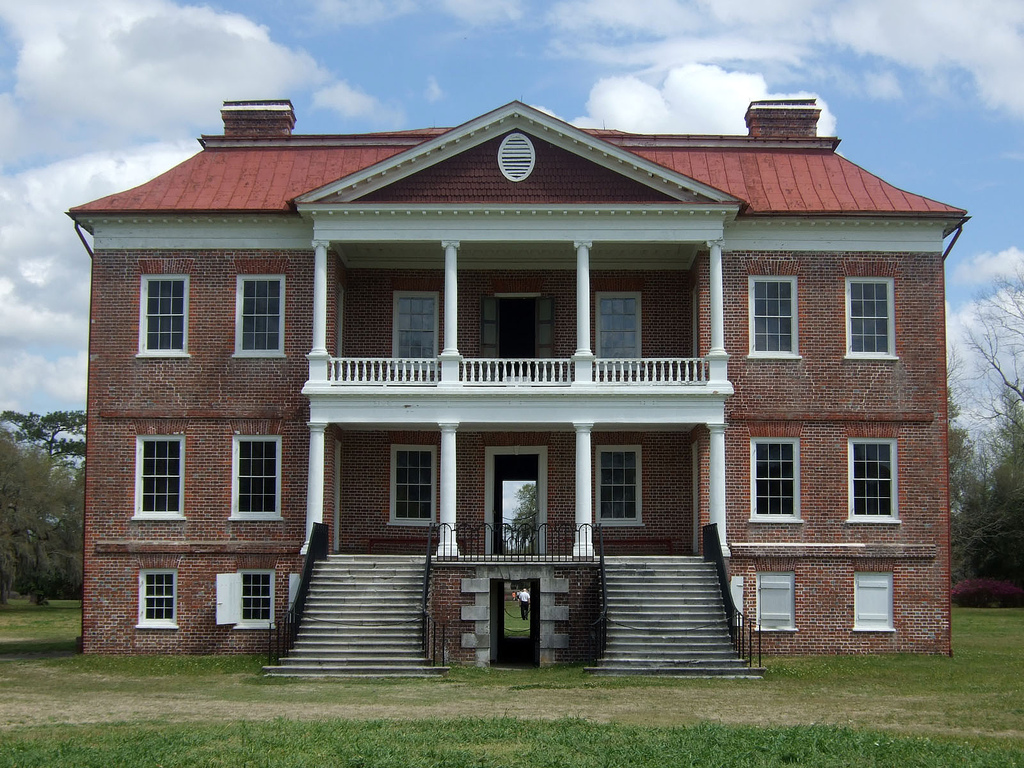
Drayton Hall w USA